# Люк Єнсен
Люк Єнсен (англ. Luke Jensen; нар. 18 червня 1966) — колишній американський тенісист.
Найвищу одиночну позицію світового рейтингу — 168 місце досяг 25 липня, 1988, парну — 6 місце — 1 листопада, 1993 року.
Здобув 10 парних титулів.
Перемагав на турнірах Великого шолома в парному розряді.

## Фінали в парному розряді за кар'єру

### 10 перемог
| Легенда                |
| ---------------------- |
| Великий шлем (1)       |
| Серія Мастерс ATP (1)  |
| Серія турнірів ATP (1) |
| Тур ATP (7)            |

| Титули за покриттям |
| ------------------- |
| Тверде (5)          |
| Ґрунт (4)           |
| Трава (1)           |
| Килим (0)           |

| Ранг | Дата              | Турнір                                      | Покриття   | Партнер        | Суперники                          | Рахунок       |
| ---- | ----------------- | ------------------------------------------- | ---------- | -------------- | ---------------------------------- | ------------- |
| 1.   | 1 лютого 1988     | Гуаружа, Бразилія                           | Тверде     | Рікардо Акунья | Хав'єр Франа Дієго Перес           | 6–1, 6–4      |
| 2.   | 20 листопада 1989 | Йоганнесбург, ПАР                           | Тверде (i) | Річі Ренеберг  | Келлі Джонс (тенісист) Джой Райв   | 6–0, 6–4      |
| 3.   | 8 квітня 1991     | Орландо, США                                | Тверде     | Скотт Мелвілл  | Ніколас Перейра Піт Сампрас        | 6–7, 7–6, 6–3 |
| 4.   | 29 квітня 1991    | Монте-Карло, Монако                         | Ґрунт      | Лорі Вордер    | Паул Гаргейс Марк Куверманс        | 5–7, 7–6, 6–4 |
| 5.   | 27 травня 1991    | Болонья, Італія                             | Ґрунт      | Лорі Вордер    | Луїс Маттар Жайме Онсінс           | 6–4, 7–6      |
| 6.   | 25 травня 1992    | Болонья, Італія                             | Ґрунт      | Лорі Вордер    | Хав'єр Франа Хав'єр Санчес         | 6–2, 6–3      |
| 7.   | 7 червня 1993     | Відкритий чемпіонат Франції з тенісу, Париж | Ґрунт      | Мерфі Єнсен    | Марк-Кевін Гелльнер Давід Пріносіл | 6–4, 6–7, 6–4 |
| 8.   | 26 червня 1995    | Nottingham Open, Англія                     | Трава      | Мерфі Єнсен    | Патрік Гелбрайт Дані Віссер        | 6–3, 5–7, 6–4 |
| 9.   | 26 серпня 1996    | Connecticut Open, США                       | Тверде     | Мерфі Єнсен    | Гендрік Дрікманн Олександр Волков  | 6–3, 7–6      |
| 10.  | 21 липня 1997     | Вашингтон, США                              | Тверде     | Мерфі Єнсен    | Невілл Годвін Фернон Віб'єр        | 6–4, 6–4      |

### 14 поразок
| Ранг | Дата            | Турнір                           | Покриття   | Партнер       | Суперники                            | Рахунок       |
| ---- | --------------- | -------------------------------- | ---------- | ------------- | ------------------------------------ | ------------- |
| 1.   | 20 травня 1991  | Рим, Італія                      | Ґрунт      | Лорі Вордер   | Омар Кампорезе Горан Іванишевич      | 2–6, 3–6      |
| 2.   | 7 жовтня 1991   | Сідней, Австралія                | Тверде (i) | Лорі Вордер   | Джим Грабб Річі Ренеберг             | 4–6, 4–6      |
| 3.   | 6 квітня 1992   | Estoril Open, Португалія         | Ґрунт      | Лорі Вордер   | Гендрік Ян Давідс Лібор Пімек        | 6–3, 3–6, 5–7 |
| 4.   | 18 січня 1993   | Sydney International, Австралія  | Тверде     | Мерфі Єнсен   | Сендон Столл Джейсон Столтенберг     | 3–6, 4–6      |
| 5.   | 1 березня 1993  | Скоттсдейл, США                  | Тверде     | Сендон Столл  | Марк Кейл Дейв Ренделл               | 5–7, 4–6      |
| 6.   | 8 березня 1993  | Індіан-Веллс, США                | Тверде     | Скотт Мелвілл | Гі Форже Анрі Леконт                 | 4–6, 5–7      |
| 7.   | 3 травня 1993   | Мадрид, Іспанія                  | Ґрунт      | Скотт Мелвілл | Томас Карбонелл Карлос Коста         | 6–7, 2–6      |
| 8.   | 24 травня 1993  | Болонья, Італія                  | Ґрунт      | Мерфі Єнсен   | Дані Віссер Лорі Вордер              | 6–4, 4–6, 4–6 |
| 9.   | 18 жовтня 1993  | Токіо Indoor, Японія             | Килим (i)  | Мерфі Єнсен   | Грант Коннелл Патрік Гелбрайт        | 3–6, 4–6      |
| 10.  | 28 лютого 1994  | Abierto Mexicano TELCEL, Мексика | Ґрунт      | Мерфі Єнсен   | Франсіско Монтана Браян Шелтон       | 3–6, 4–6      |
| 11.  | 19 вересня 1994 | Богота, Колумбія                 | Ґрунт      | Мерфі Єнсен   | Марк Ноулз (тенісист) Деніел Нестор  | 4–6, 6–7      |
| 12.  | 24 квітня 1995  | Ніцца, Франція                   | Ґрунт      | Девід Вітон   | Цирил Сук Даніель Вацек              | 6–3, 6–7, 6–7 |
| 13.  | 12 травня 1997  | Корал-Спрінгс, США               | Ґрунт      | Мерфі Єнсен   | Дейв Ренделл Грег Ван Ембург         | 7–6, 2–6, 6–7 |
| 14.  | 26 травня 1997  | Санкт-Пельтен, Австрія           | Ґрунт      | Мерфі Єнсен   | Келлі Джонс (тенісист) Скотт Мелвілл | 2–6, 6–7      |